# Teoria hebbiana
A teoria hebbiana descreve um mecanismo básico da plasticidade sináptica no qual um aumento na eficiência sináptica surge da estimulação repetida e persistente da célula pós-sinápticas. Introduzida por Donald Hebb em 1949, é também chamada de regra de Hebb, postulado de Hebb, e afirma:
Vamos assumir que a persistência ou repetição de uma atividade reverberatória tende a induzir mudanças celulares duradouras que promovem estabilidade. (...) quando um axônio da célula A esta próxima o suficiente para excitar a célula B e repetidamente ou persistentemente segue fazendo com que a célula dispare, algum processo de crescimento ou alteração metabólica ocorre em uma ou ambas as células, de forma que aumente a eficácia de A, como uma das células capazes de fazer com que B dispare.
A teoria é frequentemente resumida como "células que disparam juntas, permanecem conectadas", apesar dessa afirmação ser uma simplificação exagerada do sistema nervoso que não deve ser tomada literalmente, bem como não representa fielmente a afirmação original de Hebb sobre as forças de troca na conectividade celular. A teoria é comumente evocada para explicar alguns tipos de aprendizagem associativos no qual a ativação simultânea de células leva a um crescimento pronunciado na força sináptica. Tal aprendizado é conhecido como aprendizagem hebbiana.